# Wilhelm Uliczka
Wilhelm Uliczka (ur. 28 grudnia 1913 w Chorzowie, zm. 28 grudnia 1981 w Chorzowie) – ciężarowiec, zapaśnik, mistrz Śląska, wicemistrz Polski w podnoszeniu ciężarów, radny MRN w Chorzowie (1950–1952).

## Życiorys
W 1928 roku, jako piętnastolatek, rozpoczął karierę sportową w Klubie Ciężkoatletycznym "Mars" Wielkie Hajduki, obecnie Chorzów. Trenował podnoszenie ciężarów oraz zapasy.
Już w następnym roku zdobył brązowy medal w mistrzostwach Śląska, w podnoszeniu ciężarów w wadze koguciej. W 1930 roku zdobył mistrzostwo Śląska w tej samej kategorii oraz obronił tytuł przez kolejne lata aż do wybuchu II wojny światowej.
Powołany do odbycia służby wojskowej, uczestniczył jako reprezentant armii w zawodach sportowych. Jako zapaśnik zdobył wicemistrzostwo Śląska.
Po zakończeniu wojny, w 1946 ponownie wywalczył tytuł mistrza Śląska w podnoszeniu ciężarów w wadze koguciej. Na Mistrzostwach Polski w tym samym roku wywalczył srebrny medal.
W latach 1947–55 zdobywał kolejno mistrzostwo Śląska oraz był brązowym medalistą na Mistrzostwach Polski.
Po zakończeniu kariery zawodniczej jako ciężarowiec i zapaśnik, podjął się pracy trenera. Trenował zawodników "Gwardii" Chorzów, AKS Chorzów oraz Ruchu Chorzów. "Ruch" pod jego kierownictwem awansował do I ligi oraz wywalczył czwarte miejsce w kraju.